# Yvonne von Deschwanden
Pour les articles homonymes, voir Deschwanden.
Yvonne von Deschwanden, née le 29 août 1954, est une personnalité politique suisse, membre du Parti libéral-radical.
Elle est conseillère d'État du canton de Nidwald de 2010 à 2018, à la tête du département de la santé et des affaires sociales.

## Biographie

### Origines et famille
Yvonne von Deschwanden naît Yvonne Steinmann le 29 août 1954. 
Mariée à Albert von Deschwanden et mère d'un enfant, elle vit à Buochs depuis 1975.

### Formation et parcours professionnel
Elle a une formation d'institutrice, profession qu'elle exerce plusieurs années avant de diriger pendant 20 ans sur le plan administratif l'entreprise électrique fondée avec son mari. Elle travaille ensuite dans le développement d'entreprise à Lucerne.

### Parcours politique
Elle siège au Landrat du canton de Nidwald de 1994 à 2006. Présidente de son groupe pendant six ans, elle préside l'hémicyle en 2005-2006. Elle est la troisième femme à occuper cette haute fonction.
Après quatre ans de retrait de la politique, elle se présente en 2010 à l'élection au Conseil d'État du canton de Nidwald. Elle est élue au second tour le 2 mai 2010, en première position (pour deux sièges restants sur sept), et prend la tête du département de la santé et des affaires sociales le 1er juillet 2010. Réélue au premier tour le 23 mars 2014, en troisième position,, elle ne se présente pas pour un troisième mandat en 2018. Elle préside le gouvernement cantonal, avec le titre de Frau Landammann, à deux reprises : en 2013-14 et en 2017-18.
L'une de ses principales réalisations à la tête de son département est la mise en place d'une région hospitalière commune avec le canton de Lucerne, permettant notamment d'assurer la pérennité de l'hôpital de Nidwald.

### Autres activités
Elle est présidente du club de golf d'Engelberg-Titlis depuis 2019.